# Västra Nöbbelövs socken
Västra Nöbbelövs socken i Skåne ingick i Ljunits härad, ingår sedan 1971 i Skurups kommun och motsvarar från 2016 Västra Nöbbelövs distrikt.
Socknens areal är 11,31 kvadratkilometer varav 11,22 land. År 2000 fanns här 293 invånare. Orterna Mossbystrand och Krågarp samt kyrkbyn Västra Nöbbelöv med sockenkyrkan Västra Nöbbelövs kyrka ligger i socknen. 

## Administrativ historik
Socknen har medeltida ursprung. Före den 1 januari 1886 (ändring enligt beslut den 17 april 1885) var namnet Nöbbelövs socken.
Vid kommunreformen 1862 övergick socknens ansvar för de kyrkliga frågorna till Nöbbelövs församling och för de borgerliga frågorna bildades Nöbbelövs landskommun. Landskommunen uppgick 1952 i Vemmenhögs landskommun som uppgick 1971 i Skurups kommun. Församlingen uppgick 2002 i Skivarps församling.
1 januari 2016 inrättades distriktet Västra Nöbbelöv, med samma omfattning som församlingen hade 1999/2000.  
Socknen har tillhört län, fögderier, tingslag och domsagor enligt vad som beskrivs i artikeln Ljunits härad. De indelta soldaterna tillhörde Södra skånska infanteriregementet, Vemmenhögs och Herresta kompanier och Skånska dragonregementet, Vemmenhögs skvadron.

## Geografi
Västra Nöbbelövs socken ligger väster om Ystad vid Östersjökusten med Skivarpsån i väster. Socknen är en odlad småkuperad slättbygd på Söderslätt.

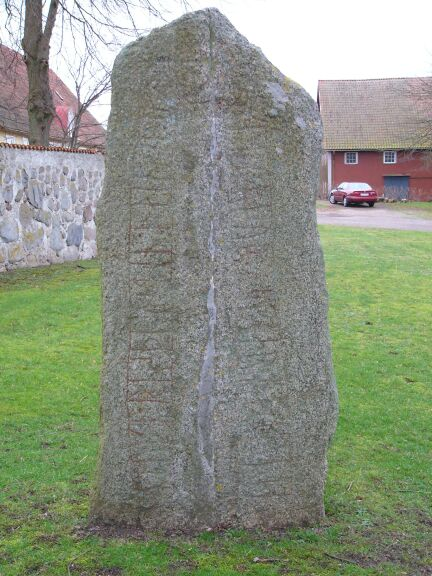
Västra Nöbbelövstenen

## Fornlämningar
Från stenåldern är ett tiotal boplatser samt lösfynd funna. Från bronsåldern finns ett tiotal gravhögar. Boplatser från järnåldern är funna. En runsten, Västra Nöbbelövstenen, finns vid kyrkan. 

## Namnet
Namnet skrevs 1465 Nyböle och kommer från kyrkbyn. Namnet innehåller nybyli, 'nybygge'.